# Muriceides nigra
Muriceides nigra är en korallart som beskrevs av Nutting 1912. Muriceides nigra ingår i släktet Muriceides och familjen Plexauridae. Inga underarter finns listade i Catalogue of Life.